# Сенява
Сенява (пол. Sieniawa, укр. Сінява)  —  город  в Польше, входит в Подкарпатское воеводство,  Пшеворский повят.  Имеет статус городско-сельской гмины. Занимает площадь 6,76 км². Население — 2087 человек (на 2004 год).

## История
Сенява известна в польской истории как гнездо магнатского рода Сенявских. После того, как род этот угас, Сенявский замок унаследовали Чарторыйские, перестроившие его в небольшой летний дворец. В местной доминиканской церкви (1719—51) устроен фамильный склеп этого семейства. Среди погребённых в Сеняве — Адам Юрий Чарторыйский, министр иностранных дел Российской империи.

## Галерея

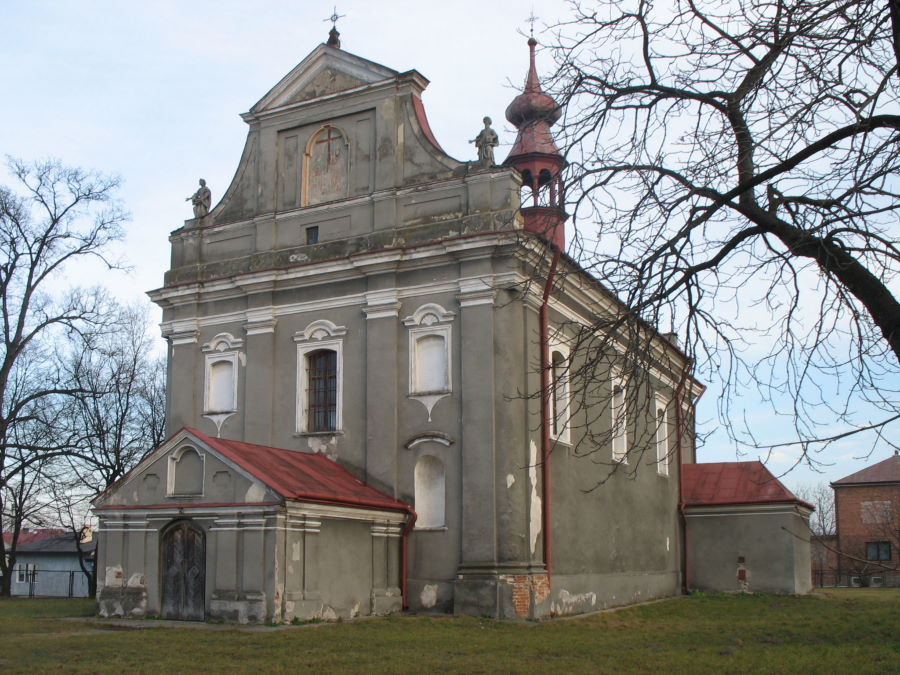
Церковь в Сеняве
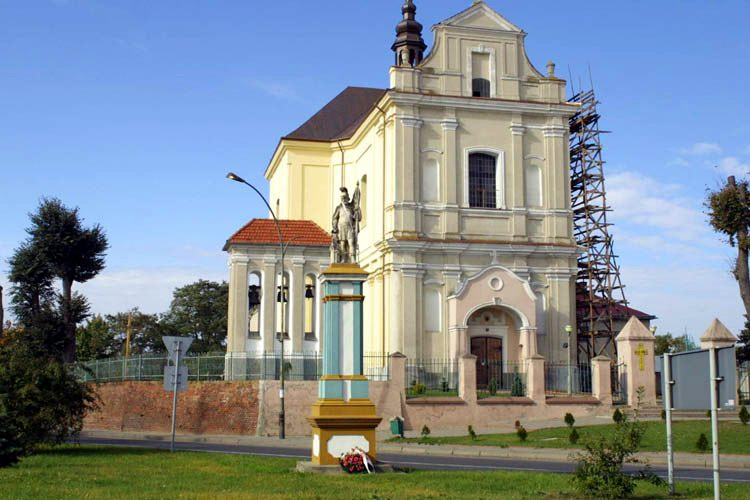
Парафиальный костёл в Сеняве
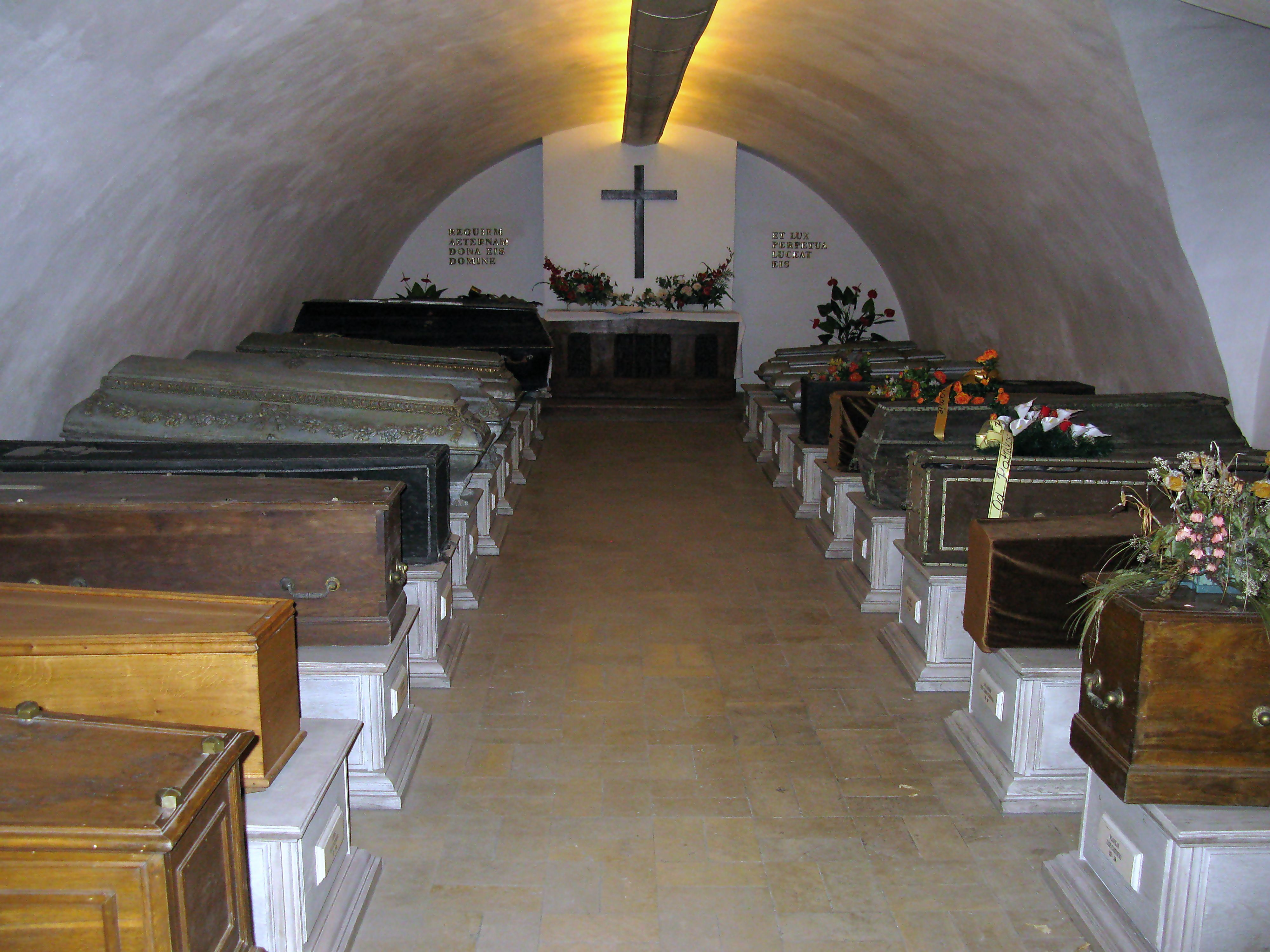
Усыпальница рода Чарторыйских